# Mamie Gummer
Mary Willa „Mamie” Gummer (ur. 3 sierpnia 1983 w Los Angeles) – amerykańska aktorka filmowa i teatralna. Jeszcze jako dziecko zagrała w filmie Zgaga (1986). W 2005 ukończyła prestiżowy Uniwersytet Zachodni, rok później debiutowała w broadwayowskiej adaptacji Małej Syrenki. Ról filmowych miała niewiele, poświęciła się teatrowi.
Mamie Gummer, a właściwie Mary Willa Gummer, jest amerykańską aktorką, córką Meryl Streep i Donalda Gummera. Dorastała w Los Angeles i Connecticut. Jako małe dziecko wraz ze swoją matką wzięła udział w filmie "Heartburn" (Zgaga – 1986). Studia w Northwestern University ukończyła w 2005. Rok później debiutowała na scenie off-Broadwayowskiej tuż obok Michaela C. Halla, w "Mr. Marmalade" Noaha Haidle'a. W 2007 otrzymała nominację do nagrody Lucille Lortel Award za rolę w "The Water's Edge". W 2011 wyszła za mąż za aktora Benjamina Walkera.

## Filmografia
Filmy fabularne
- 2010: Oddział jako Emily
- 2009: Coach jako Stella
- 2009: Zdobyć Woodstock jako Tisha
- 2008: Stop-Loss jako Jeanie
- 2008: Loss of a Teardrop, The jako Julie
- 2007: Wieczór jako młoda Lila Wienborn
- 1986: Zgaga jako Annie Forman

Seriale telewizyjne
- 2009: Żona idealna jako Nancy Crozier
- 2011: Off the Map: Klinika w tropikach jako Mina Minard
- 2012: Emily Owens, M.D. jako Emily Owens